# ريدل بوكر
ريدل بوكر (بالإنجليزية: Rydell Booker)‏ مواليد 17 فبراير 1981 في ديترويت، هو ملاكم محترف أمريكي يصنف ضمن فئة الوزن الثقيل.

## إحصائيات
خاض خلال مسيرته 23 نزالا، فاز في 22 ولم يتعادل وخسر في 1. فاز بالضربة القاضية في 12 نزالا.

## روابط خارجية
- ريدل بوكر على موقع بوكس ريك (الإنجليزية) (registration required)